# アベニーダ・ブラジル
『アベニーダ・ブラジル』（原題:AVENIDA BRASIL）は、ブラジルのテレビドラマ。ヘジ・グローボで2012年3月26日から10月19日まで放送された。

## ストーリー
1999年にリオデジャネイロを舞台に、父親のジェネシオと危険で残酷な継母カルミニアと同じ家に住むことを余儀なくされたリタという少女を中心に展開しています。カルミニアがジェネシオを殺し、彼女の恋人と彼女の財産を共有しようとした後、若いリタは困難に直面している都市のダンプに投げ込まれた自分自身を見つけます。12年後、誰もが彼女の失われたと考えている間、リタ (現在は偽名を仮定して、ニーナ) はアルゼンチンからブラジルに戻り、体系的かつ詳細に正義をもたらす復讐計画を実施します。カルミニアは現在、有名なサッカー選手トゥファオと結婚し、息子のジョルジーニョを養子にし、模範的な妻のファサードのすぐ後ろに邪悪な性格を隠し、彼の財産を楽しむために金持ちや有名人の高級と交流しています。